# Ніколадзе Яків Іванович
Я́ків Іва́нович Нікола́дзе (16 (28) травня 1876, Кутаїсі — 10 березня 1951, Тбілісі) — грузинський скульптор. Народний художник Грузинської РСР (1946). Дійсний член Академії мистецтв СРСР (1947). Один із засновників і професор Тбіліської академії мистецтв. Лауреат Сталінських премій (1946, 1948).

## Біографія
1892—1894 — навчався в Строгановському училищі в Москві.
1894—1895, 1897—1898 — навчався в Одеській рисувальній школі.
1899—1901, 1904—1910 — навчався в Парижі, де понад рік працював у майстерні Огюста Родена.

## Твори
- «Вітер» (1905).
- «Саломея» (1906).
- Портрети Іллі Чавчавадзе, Шота Руставелі (1937).